# 乔瓦尼·安尼
乔瓦尼·安尼（義大利語：Giovanni Anni，1936年5月8日—），意大利男子曲棍球运动员。他曾代表意大利国家队参加1960年夏季奥林匹克运动会曲棍球比赛，获得第十三名。